# Морський вузол (роман)
«Морськи́й ву́зол» (рос. «Морской узел») — дебютний роман українського письменника Вячеслава Савченка, відзначений Премією імені Богдана Хмельницького за краще висвітлення військової тематики у творах літератури та мистецтва (2019).

## Зміст
Навесні 2014 року в покинутому пансіонаті на березі Азовського моря, де відставний спецназівець Ронін почав формувати добровольчий батальйон, доля химерно переплела, немов зв'язавши морським вузлом, долі героїв роману. Звичайних людей, багато з яких у своєму цивільному житті були далекі від військового ремесла, об'єднали любов до України, почуття обов'язку й відповідальності перед країною, яку вони вирушили захищати, а також тверда віра в те, що, пройшовши пекло боїв, біль розлук і втрат, у результаті ми станемо чистішими, мудрішими та сильнішими. Ми — народ України (з анотації першої книжки).
Наступне видання (рос. «Морской узел-2. Бремя ангелов», 2020) розповідає про те, що «війна не відпустила героїв роману „Морський вузол“ і продовжилася в мирних і далеких від лінії фронту містах. Ця битва, — зі зрадою, корупцією і людською підлістю, — виявилася значно небезпечнішою й кожному з них доведеться ухвалити рішення та відповісти собі на питання: чи готовий ти померти за те, у що по-справжньому віриш». У цій книжці — емоції двох ротацій автора на Східну Україну в складі батальйону «Святий Миколай» і досвід більш як чверті століття оперативної роботи в українській спецслужбі.

## Рецензії, відгуки
- «З 2015-го Вячеслав Савченко добровільно пішов на військову службу в батальйон „Миколаїв“. Підрозділ виконував завдання на Сході України — в зоні проведення операції з відбиття російської агресії. Немало людських доль, характерів, вчинків, фактів, правдивих картин життя, які спостерігав під час служби в батальйоні, покладено в основу його глибоко патріотичного твору»[1].
- «Художні образи, характери персонажів митець брав від різних людей. Найбільш цільно виписаний образ Ніки, зазначає автор. Колоритний комбат Ронін має двох прототипів, також є реальна жителька Херсона — уособлення Катани — однієї з героїнь твору. Були й прототипи полеглого снайпера Химери та деяких інших бійців. Власне, всю другу главу романіст писав на основі розповідей свого друга, снайпера батальйону „Донбас“ — цей вояк дивом залишився живим після трьох кульових поранень у час виходу з Іловайська»[2].
- «Сам художній твір написано й видано російською мовою. Як пояснив Вячеслав Савченко, цією мовою (так уже склалося) він спілкується в житті й нею „говорить більшість прототипів героїв роману“, а дехто з них і нині в бойовому строю — боронить національну державність на Сході України.
<…>
…твір не залишає читача байдужим. Це відчув і автор публікації, коли не міг відірватися від книжки й „проковтнув“ її за вихідні, і були сльози в очах моєї дружини (прочитавши роман, вона назвала його блискучим). І знаний митець Віктор Женченко сказав на зустрічі в книгарні, що першим дасть рекомендацію Вячеславу Савченку до Національної спілки письменників України. І від представника творчої спілки журналістів була на цій події пропозиція висунути книжку на здобуття премії імені Богдана Хмельницького за краще висвітлення військової тематики у творах літератури та мистецтва»[3].

## Нагороди
- Премія імені Богдана Хмельницького за краще висвітлення військової тематики у творах літератури та мистецтва (2019)